# Nunataki Solov'ëva
Nunataki Solov'ëva är en nunatak i Antarktis. Den ligger i Östantarktis. Argentina och Storbritannien gör anspråk på området. Toppen på Nunataki Solov'ëva är 835 meter över havet.
Terrängen runt Nunataki Solov'ëva är platt åt sydväst, men åt nordost är den kuperad. Trakten är obefolkad. Det finns inga samhällen i närheten.